# 红江镇
红江镇，是中华人民共和国四川省遂宁市蓬溪县下辖的一个乡镇级行政单位。

## 行政区划
红江镇下辖以下地区：
红江社区、康一村、顺江村、永益村、马岩村、红江村、白坪村和部营村。